# UNIStim
UNIStim (Unified Networks IP Stimulus) — закритий комунікаційний протокол сигнальної інформації компанії Nortel (зараз Avaya).
UNIStim є протоколом прикладного рівня і базується на протоколі RUDP також розробленим компанією Nortel. Відмінністю RUDP від UDP є наявність нумерації пакета і механізму повторної передачі у випадку втрати пакета за допомогою пакетів RUDP що включають ACK (підтвердження) із зазначенням номера отриманого пакета UNIStim і NAK (негативне підтвердження) із зазначенням номера втраченого\пропущеного пакета UNIStim. Протокол забезпечує управління сервером тонких клієнтів для VoIP. Сервер (CS1000) управляє, отримує інформацію про стан клієнтів, обмінюється даними з іншими учасниками що підтримують протокол. Всі команди поділені на декілька секцій за функціональним призначенням. Кожне повідомлення включає 3 основних поля як то: менеджер одержувач команди, довжина всієї команди, код команди для даного менеджера. Інша частина повідомлення залежить від типу команди.
Клієнт, отримавши повідомлення від сервера, виконує запит. В залежності від команди клієнт повинен повідомити про стан виконаної команди. Також клієнт може повідомляти про свій стан за запитом або за встановленим часовим інтервалом. Сервер повністю управляє станом клієнта і станом дзвінка. Завданням сервера при виконанні дзвінка є здійснити настройку 2 клієнтів для відкриття RTP трафіку. RTP трафік клієнт здійснює самостійно використовуючи різні аудіо-кодеки.
На поточний момент остання версія протоколу який підтримує продукти компанії Nortel — UNIStim 4.0
Деталі реалізації протоколу доступні в документі під назвою «Telephony and Data Network Services at a Telephone», патент № 7068641 від 7-го травня 1999 року.
Список клієнтів які підтримують протокол UNIStim : 2001, 2002, 2004, 1110E, 1120E, 1140E, 1150E.
Повний список клієнтів можна отримати на сайті nortel.com